# 김정빈 (축구 선수)
김정빈(한국 한자: 金挺彬, 1987년 8월 23일 ~ )은 대한민국의 전직 축구 선수출신 축구 지도자이다. 현역 시절 포지션은 미드필더였다.

## 축구인 경력

### 선수 경력
선문대학교 축구부를 거쳐 2011 K리그 드래프트를 통해 K리그 포항 스틸러스에 입단하였고 병역문제를 해결하기 위해 2012년 상주 상무에 입대하였다.
2014년 겨울 이적 시장을 통해 수원 FC에 입단하였으며, 3월 22일 열린 대전 시티즌과의 2014 K리그 챌린지 개막전에서 데뷔전 데뷔골을 기록하였다. 2015 시즌 팀의 주장을 맡아 수원 FC의 K리그 클래식으로의 승격을 이끌었다.
2016 시즌을 앞두고 경남 FC로 이적하였고 2017년에는 경남 FC의에서 K리그 챌린지우승 멤버로 활약했다.

## 지도자 경력
2017시즌 이후 현역에서 은퇴했다. 2018시즌을 앞두고 원광대학교의 코치로 선임되었다.이후 2020년 천안제일고등학교 축구부의 코치로 부임했다.

## 수상

### 클럽
경남 FC
- K리그 챌린지 : 우승 (2017)